# Onthophagus kuluensis
Onthophagus kuluensis là một loài bọ cánh cứng trong họ Bọ hung (Scarabaeidae).